# لامارائو
لامارائو (به پرتغالی: Lamarão) یک منطقهٔ مسکونی در برزیل است که در باهیا واقع شده‌است. لامارائو ۸٬۱۹۱ نفر جمعیت دارد.